# Eduard Kleine
Eduard Kleine (* 2. Oktober 1837 in Herford; † 6. April 1914 in Dortmund; vollständiger Name: Eduard Friedrich Ferdinand Kleine) war ein deutscher Bergbau-Ingenieur und -Unternehmer und von 1887 bis 1889 Reichstagsabgeordneter der Nationalliberalen.

## Leben
Eduard Kleine, der am 2. Oktober 1837 in Herford als Sohn des Pfarrers Johann Ludwig Kleine (1805–1885) geboren wurde, studierte nach Besuch des Friedrichs-Gymnasium Herford in Halle (Saale) und Berlin Bergwesen. Im Anschluss war Kleine kurzzeitig als Steiger tätig und beteiligte sich später finanziell an Steinkohlebergwerken. Er heiratete in die Familie Hueck ein, die unternehmerisch im Bergbau tätig war. Seit 1875 war er Stadtverordneter in Dortmund und von 1887 bis 1889 Abgeordneter für die Nationalliberalen im Reichstag. Von 1911 bis 1914 war er Abgeordneter im Provinziallandtag der Provinz Westfalen. 
Ab 1904 saß Eduard Kleine im Aufsichtsrat des damals größten Bergwerksunternehmens im Ruhrgebiet, der Gelsenkirchener Bergwerks-AG, die einige der Hueck'schen Zechen übernommen hatte. Von 1905 bis 1909 war Kleine Vorsitzender des Vereins für die bergbaulichen Interessen im Oberbergamtsbezirk Dortmund. Hinzu kam das von 1905 bis 1914 ausgeübte Amt des Präsidenten der Handelskammer zu Dortmund. 1913 wurde ihm die Ehrenbürgerschaft der Stadt Dortmund verliehen. Am 6. April 1914 starb Eduard Kleine in Dortmund.
1891 trat er in den Gesamtvorstand des Alldeutschen Verbandes ein.

## Schriften
- Die Aufbesserung der Lage des niederrheinisch-westfälischen Steinkohlenbergbaus. 1885.